# 地鸦属
地鸦属（学名：Podoces），是鸦科的一属。属下共有4种鸟类。
属下物种有：
- 黑尾地鸦
- 白尾地鸦
- 里海地鸦
- 波斯地鸦